# Hilary Sarnecki
Hilary Sarnecki, Zylbersztajn Chil (ur. 15 września 1915, zm. 10 grudnia 2008 w Täby k. Sztokholmu, Szwecja) – polski manager żeglugowy i gospodarczy. 
Narodowości żydowskiej. Syn Henryka. Był wyznaczonym przez p.o. ministra żeglugi Kazimierza Petrusewicza koordynatorem tajnego transportu sprzętu wojskowego drogą morską przez GAL dla sił komunistycznych w okresie wojny domowej w Grecji (1949). Następnie pełnił funkcję dyrektora zarządzającego spółką Gdynia–Ameryka Linie Żeglugowe S.A. GAL (1950), dyrektora naczelnego Polskich Linii Oceanicznych (1951), dyrektora generalnego Chińsko-Polskiego Towarzystwa Maklerów Okrętowych Chipolbrok (1957-1958). Odsunięty od zajmowania stanowisk kierowniczych w gospodarce morskiej, m.in. był zatrudniony w Centralnej Wzorcowni Artykułów Powszechnego Użytku, Zarządzie Głównym Polskiego Związku Inżynierów i Techników Budownictwa (1963–1966), radcą w zespole pełnomocnika rządu ds. surowców wtórnych w Komitecie Drobnej Wytwórczości (1967–1968). Na fali wydarzeń marcowych odwołany ze stanowiska za popieranie wichrzycielskich działań na uczelniach.
Był wpisany do indeksu osób niepożądanych w PRL (1973–1984).
Od listopada 1968 przebywał na emigracji w Szwecji, m.in. w charakterze pracownika federacji spółdzielni konsumpcyjnych (Kooperativa Foerbundet). 
Pochowany na Południowym Cmentarzu Żydowskim (Södra Judiska Begravningsplatsen) w Sztokholmie-Sköndal. 